# 十五边形
十五邊形（英語：Pentadecagon、Pentakaidecagon 或 15-gon），是幾何學上任何擁有15條邊和15隻角的多邊形。
正十五邊形的內角是156°或{\displaystyle {\frac {\pi }{15}}}弧度
正十五邊形的面積公式：
{\displaystyle {\begin{aligned}A&={\frac {15}{4}}a^{2}\cot {\frac {\pi }{15}}\\&={\frac {15a^{2}}{8}}\left({\sqrt {3}}+{\sqrt {15}}+{\sqrt {10+2{\sqrt {5}}}}\right)\\&\approx 17.6424\,a^{2}.\end{aligned}}}
其中{\displaystyle A}表示面積，{\displaystyle a}表示邊長。

## 尺規作圖
有一個尺規作圖的方法可以畫出準確的正十五邊形，方法如右圖所示，總計有36步。